# 五百日圓硬幣
五百日圓硬幣，是日本國政府發行的貨幣，又暱稱為五百円玉(ごひゃくえんだま)，是日本現行硬幣中最高面值的硬幣，代替停止發行的五百日圓紙幣，於1982年開始發行。2000年，日本政府為了解決偽冒問題而更換該幣的材質。2021年11月1日，第三代五百日圓硬幣發行，加強防偽。

## 概要
除紀念幣以外，五百日圓硬幣是世界各國使用的常規硬幣中少數的高面值者。最初發行時，其他國家與該幣幣值相若的硬幣包括瑞士5法郎硬幣、德國5馬克硬幣、西班牙500比塞塔硬幣等。隨著歐元於2002年取代德國馬克與西班牙比塞塔、古巴可兑换比索於2021年1月1日廢除，目前世界上與五百日圓硬幣價值相若的硬幣僅有瑞士5法郎硬幣。

## 偽冒問題

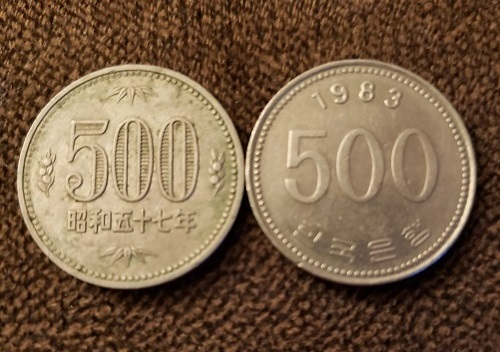
日本舊式500日元硬幣（左）和韓國500韓圓硬幣（右）

自動機械（如販賣機）在判斷硬幣時主要是透過其基本外型（投幣口限制）、導電率與重量來判定硬幣真偽。1982年開始發行的的五百韓圓硬幣與五百日圓硬幣除了圖樣及重量以外，式樣非常接近，材料皆為白銅，而且直徑同為26.5毫米。由於兩者的匯差相當大（五百韓圓相當於五十日圓），因此有罪犯以鑽孔的方式降低五百韓圓硬幣的重量，令其重量與五百日圓硬幣相當，藉此讓機器將投入的500韓圓硬幣誤判為五百日圓硬幣。成功騙過機器後，可以再藉退幣機制的漏洞，使用退幣功能換取在機器內的真五百日圓硬幣，藉此賺取匯差；或是按取等值五百日圓的商品後再低價轉售謀財。
除五百韓元硬幣以外，伊朗的1里亞爾硬幣、匈牙利的20福林硬幣、已經停止使用的葡萄牙25埃斯庫多硬幣，因為材質與尺寸近似，也曾被用於假冒五百日圓硬幣，但因為取得難度高，較為少見。
雖然退幣機制可以修改，但由於技術上的限制，自動機械難以增加更多的防偽檢查機制，無法改善誤判的問題，因此假冒的情況日趨嚴重，最後直接導致日本政府宣布於2000年起更換硬幣材質，重新發行，以遏制假冒情況。

## 第一代與第二代硬幣的差別
自1982年~1999年發行的第一代五百日圓白銅硬幣（以下稱為舊幣）和2000年開始發行的第二代五百日圓鎳黃銅硬幣（以下稱為新幣），除了最主要的材質更換外，在外觀上並沒有顯著的差異，但是仍有不少變更。

### 材料
舊幣使用銅75%、鎳25%的白銅合金製造，新幣則是使用銅72%、锌20%、鎳8%的鎳黃銅合金製造。電導率的變化讓自動機器更容易檢出偽造或變造的硬幣；金屬比例的變化也稍微改變了硬幣的顏色跟質量。

### 幣面圖樣
新幣的圖樣並沒有明顯地變更，與舊幣主要差別在文字方面。正面的「日本国」、「五百円」字樣加上了一層扇形框線並整體加凸；背面數字500的0內圈被填滿，形成類似「5●●」的外觀，這個設計同時也是一個新的防偽機制，填滿數字0的縱向線條上刻印著圖案，以特定角度觀看就會組成「500円」的文字。另外在硬幣的兩面都有以肉眼難以辨識的微型文字刻印的「NIPPON」字樣。

### 側面
舊幣的外側刻印著一圈「◆ NIPPON ◆ 500 ◆」字樣，新幣取消了字樣，改以斜角刻上一圈極細的刻印(總數181條)，這樣的設計讓五百日圓硬幣在製作上需要使用比其他面額的硬幣更高的工藝與更多的加工手續。

### 厚度
雖然看起來厚度類似，但是實際上新幣比舊幣薄了一點，舊幣厚1.85mm、新幣厚1.81mm，這個差異主要和側面樣式的變更有關。

## 第三代硬幣

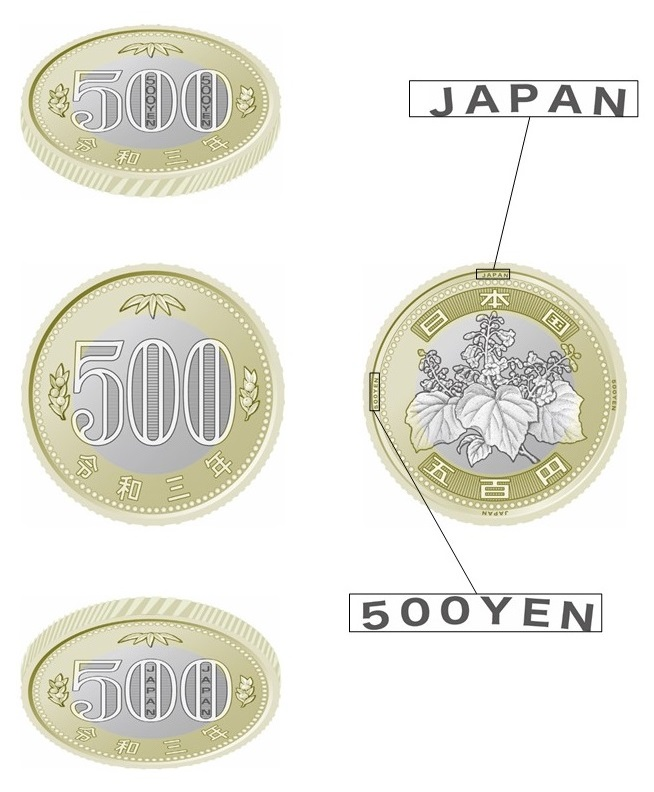
第三代五百日圓硬幣設計圖

2019年4月9日，日本副總理暨財務大臣麻生太郎於記者會上公佈第三代五百日圓硬幣的設計，採用雙色三層設計，外環為黃銅與鎳的合金，內餅是兩片白銅夾一片銅的三層設計，目的在於使導電率複雜化以遏止偽冒、降低偽造問題。直徑同為2.65公分，重量為7.1公克，較第二代硬幣增加0.1公克。正面與背面圖案及面額設計與第二代大致相同，但增加了「JAPAN」、「500 YEN」微小字以便於外籍人士辨認並加強防偽。。
第三代硬幣原定於2021年（令和3年）上半年起發行，但由於新冠肺炎疫情的影響，自動販賣機、ATM、收銀機等自動機械的修改進度嚴重落後，2021年1月22日，財務省宣布新幣發行延期；同年6月21日，造幣局宣布新幣開始投產。2021年10月1日，財務省宣布新幣的發行日期定於同年11月1日。